# RTCN Giedlarowa
RTCN Leżajsk – Radiowo-Telewizyjne Centrum Nadawcze z masztem o wysokości 130 m, znajdujące się przy ul. Cmentarnej w Leżajsku, ale w granicach administracyjnych wsi Giedlarowa. Maszt z rozciągniętymi liniami emitujący sygnał sześciu dostępnych w Polsce multipleksów zawierających pakiety kanałów telewizyjnych oraz radiowych.

## Parametry
- Wysokość posadowienia podpory anteny: 223 m n.p.m.[4]
- Wysokość zawieszenia systemów antenowych: Radio: 89, 109, TV: 125 m n.p.t.[4]

## Transmitowane programy

### Programy telewizyjne – cyfrowe
3 czerwca 2020 nastąpił refarming częstotliwości multipleksu drugiego z częstotliwości 778 MHz (kanał 59) na częstotliwość 554 MHz (kanał 31), związany ze zwalnianiem pasma dla sieci komórkowych.
| Nazwa multipleksu | Częstotliwość (MHz) | Kanał | Moc (kW) | Polaryzacja | Charakterystyka promieniowania | Standard nadawania | Kompresja | Data uruchomienia nadajnika |
| ----------------- | ------------------- | ----- | -------- | ----------- | ------------------------------ | ------------------ | --------- | --------------------------- |
| MUX 1             | 650 MHz             | 43    | 100 kW   | pozioma (H) | dookólna (ND)                  | DVB-T2             | HEVC      | 20 września 2012            |
| MUX 2             | 634 MHz             | 41    | 100 kW   | pozioma (H) | dookólna (ND)                  | DVB-T2             | HEVC      | 20 września 2012            |
| MUX 3 (Rzeszów)   | 514 MHz             | 26    | 70 kW    | pozioma (H) | dookólna (ND)                  | DVB-T2             | HEVC      | 23 lipca 2013               |
| MUX 4             | 554 MHz             | 31    | 70 kW    | pozioma (H) | dookólna (ND)                  | DVB-T2             | HEVC      | 30 sierpnia 2021            |
| MUX 6             | 498 MHz             | 24    | 100 kW   | pozioma (H) | dookólna (ND)                  | DVB-T2             | HEVC      | 27 kwietnia 2021            |
| MUX 8             | 184,5 MHz           | 6     | 11 kW    | pionowa (V) | kierunkowa (D)                 | DVB-T              | MPEG-4    | 1 czerwca 2017              |

#### Nienadawane programy telewizyjne
| Doświetlenie dla województwa lubelskiego (do 27 czerwca 2022) | Doświetlenie dla województwa lubelskiego (do 27 czerwca 2022) | Doświetlenie dla województwa lubelskiego (do 27 czerwca 2022) | Doświetlenie dla województwa lubelskiego (do 27 czerwca 2022) | Doświetlenie dla województwa lubelskiego (do 27 czerwca 2022) | Doświetlenie dla województwa lubelskiego (do 27 czerwca 2022) | Doświetlenie dla województwa lubelskiego (do 27 czerwca 2022) | Doświetlenie dla województwa lubelskiego (do 27 czerwca 2022) | Doświetlenie dla województwa lubelskiego (do 27 czerwca 2022) | Doświetlenie dla województwa lubelskiego (do 27 czerwca 2022) |
| Nazwa multipleksu                                             | Częstotliwość (MHz)                                           | Kanał                                                         | Moc (kW)                                                      | Polaryzacja                                                   | Charakterystyka promieniowania                                | Standard nadawania                                            | Kompresja                                                     | Data uruchomienia nadajnika                                   | Data wyłączenia nadajnika                                     |
| ------------------------------------------------------------- | ------------------------------------------------------------- | ------------------------------------------------------------- | ------------------------------------------------------------- | ------------------------------------------------------------- | ------------------------------------------------------------- | ------------------------------------------------------------- | ------------------------------------------------------------- | ------------------------------------------------------------- | ------------------------------------------------------------- |
| MUX 3 (Lublin)                                                | 594 MHz                                                       | 36                                                            | 15 kW                                                         | pozioma (H)                                                   | dookólna (ND)                                                 | DVB-T                                                         | MPEG-4                                                        | 28 kwietnia 2014                                              | 27 czerwca 2022                                               |

## Programy radiowe
| LP | Program                   | Właściciel                                                             | Częstotliwość | Moc nadajnika | Polaryzacja |
| -- | ------------------------- | ---------------------------------------------------------------------- | ------------- | ------------- | ----------- |
| 1  | Radio Zet                 | Radio Zet Sp. z o.o.                                                   | 95,00 MHz     | 20 kW         | pozioma     |
| 2  | Polskie Radio Program I   | Polskie Radio S.A.                                                     | 96,80 MHz     | 10 kW         | pozioma     |
| 3  | Polskie Radio Program III | Polskie Radio S.A.                                                     | 98,90 MHz     | 10 kW         | pozioma     |
| 4  | RMF FM                    | Radio Muzyka Fakty Sp. z o.o.                                          | 101,80 MHz    | 60 kW         | pozioma     |
| 5  | Polskie Radio Rzeszów     | Polskie Radio - Regionalna Rozgłośnia w Rzeszowie "Radio Rzeszów" S.A. | 102,90 MHz    | 30 kW         | pozioma     |
| 6  | Radio Maryja              | Prowincja Warszawska Zgromadzenia O.O. Redemptorystów                  | 106,30 MHz    | 20 kW         | pozioma     |

## Nienadawane analogowe programy telewizyjne
| LP | Program              | Właściciel                                | Częstotliwość | Kanał | Moc nadajnika | Polaryzacja |
| -- | -------------------- | ----------------------------------------- | ------------- | ----- | ------------- | ----------- |
| 1  | TVP1                 | Telewizja Polska S.A.                     | 511,25 MHz    | 26    | 100 kW        | pozioma     |
| 2  | TVP2                 | Telewizja Polska S.A.                     | 647,25 MHz    | 43    | 100 kW        | pozioma     |
| 3  | TVP Info/TVP Rzeszów | Telewizja Polska S.A. Oddział w Rzeszowie | 767,25 MHz    | 58    | 10 kW         | pozioma     |

Programy telewizji analogowej zostały wyłączone 23 lipca 2013 roku.